# Patrick da Silva
Patrick da Silva (født 23. oktober 1994 i Kalundborg) er en dansk-brasiliansk fodboldspiller, der senest spillede i KI Klaksvik.
Han blev fyret i forbindelse med hans varetægtsfængsling 25. oktober 2024.

## Karriere

### Brøndby IF
Patrick da Silva fik sin debut på Brøndby IF's superligahold den 3. marts 2013 hjemme mod Randers FC. På trods af, at han stadig var U19-spiller, opnåede han efterfølgende spilletid i 12 superligakampe på Brøndby IF's bedste mandskab i forårssæsonen 2013. 11 af disse 12 optrædener var i startopstillingen. Han blev indlemmet i Brøndby IF’s A-trup den 1. juli 2013 til sæsonen 2013/2014.

### Randers FC (leje)
Den 31. august 2015 blev Patrick udlejet til Randers FC for resten af 2015.

### FC Nordsjælland
Da Silva skiftede til FC Nordsjælland den 26. januar 2017 på en 2½-årig kontrakt.
10. august 2018 fik han ophævet sin kontrakt efter en lang skadespause.

### FC Roskilde
I september 2018 underskrev han en kontrakt med FC Roskilde, der gjaldt til årsskiftet. Han fik sin debut for FC Roskilde den 30. september 2018 i 1. division, da han erstattede en skadet Emil Nielsen efter 40 minutter i et 3-0-nederlag ude til FC Helsingør. Han nåede i løbet af efteråret 2018 at spille otte kampe, heraf syv som en del af startstillingen. Han var baglårsskadet i løbet af efteråret.
I januar 2019 blev kontrakten parterne imellem forlænget, men længden af denne forlængelse blev ikke offentliggjort.

### Lyngby Boldklub
Søndag den 23. juni kunne Lyngby Boldklub offentliggøre at Da Silva skiftede til den oprykkede Superligaklub Lyngby BK.
Kontrakten blev ophævet, da Patrick Da Silva blev sigtet for blufærdighedskrænkelse mod en 14-årig på det sociale medie Snapchat. Han blev dømt for forbrydelsen den 11. Marts 2021 og fortsatte derefter karrieren hos Tårnby FF i Danmarksserien.